# Majel Barrettová
Majel Barrettová-Roddenberryová (nepřechýleně Majel Barrett-Roddenberry, 23. února 1932 Columbus, Ohio, USA – 18. prosince 2008 Bel Air, Los Angeles, Kalifornie, USA), rodným jménem Majel Leigh Hudecová (nepřechýleně Majel Leigh Hudec), byla americká herečka, manželka tvůrce Star Treku Genea Roddenberryho.
Majel Barrettová má částečný český původ, jedni z jejích prarodičů z otcovy strany, Josef Hudec a jeho žena Marie Kuchtová, přišli do Spojených států z Česka.[zdroj⁠?!] Herecká kariéra Majel Barrettové začala koncem 50. let a začátkem 60. let 20. století, kdy byla obsazována do malých rolí v různých filmech. Objevila se rovněž v televizních seriálech, zde spolupracovala především se společností Desilu Productions.
V roce 1964 zahrála Barrettová v pilotním dílu „Klec“ sci-fi seriálu Star Trek postavu nepojmenované první důstojnice hvězdné lodi USS Enterprise, zvané prostě „Number One“ (Číslo jedna).
Pilotní díl ale nebyl u televizní společnosti NBC úspěšný. Jeho tvůrce, Gene Roddenberry, učinil řadu změn a vyměnil posádku Enterprise. Barrettová se zde objevila v průběhu první série (1966) jako zdravotní sestra Christine Chapelová, přičemž v této roli působila až do ukončení seriálu v roce 1969. Postavu Chapelové nadabovala i v animovaném seriálu Star Trek (1973–1974), kde kromě sestry ztvárnila i několik dalších postav (zejména komunikační důstojnici M'Ress). Jako doktorka Christine Chapelová se objevila i v prvním (Star Trek: Film; 1979) a čtvrtém filmu (Star Trek IV: Cesta domů, 1986). V několika epizodách navazujících seriálů Star Trek: Nová generace a Star Trek: Stanice Deep Space Nine hrála Betazoidku Lwaxanu, matku poradkyně Deanny Troi.
V seriálech Star Trek, Star Trek: Nová generace, Star Trek: Stanice Deep Space Nine a Star Trek: Vesmírná loď Voyager a ve většině filmů propůjčila Majel Barrettová svůj hlas také palubním počítačům hvězdných lodí a stanic. Tuto roli si zopakovala ve dvou epizodách seriálu Star Trek: Enterprise. Necelý měsíc před svou smrtí dokončila stejnou práci i pro film Star Trek.
Star Trek vymyslel producent Gene Roddenberry, kterého si Majel Barrettová v roce 1969 vzala, přičemž jejich manželství trvalo až do Roddenberryho smrti v roce 1991. Jejich syn Eugene Wesley se narodil v roce 1974.
Majel Barrettová zemřela 18. prosince 2008 ve svém domě na potíže spojené s leukemií ve věku 76 let. Popel její i jejího manžela by měl být v roce 2012 vynesen do vesmíru.